# 613 Гіневра
613 Гіневра (613 Ginevra) — астероїд головного поясу, відкритий 11 жовтня 1906 року Августом Копфом у Гейдельберзі.
Середній діаметр приблизно 80,04 км.
Названий в честь Гвіневери, дружини легендарного короля Артура.